# World Grand Prix 2001
Il IX World Grand Prix di pallavolo femminile si è svolto dal 3 al 26 agosto 2001. Dopo la fase a gironi che si è giocata dal 3 al 19 agosto, la fase finale, a cui si sono qualificate tutte e otto le squadre nazionali, si è svolta dal 22 al 26 agosto a Macao. La vittoria finale è andata per la seconda volta agli Stati Uniti.

## Squadre partecipanti

### Asia
- Cina
- Corea del Sud
- Giappone

### Europa
- Germania
- Russia

### America
- Brasile
- Cuba
- Stati Uniti

## Fase a gironi

### Primo week-end
| Girone A                                                   | Girone B                                   |
| ---------------------------------------------------------- | ------------------------------------------ |
| Sede: Suphanburi Corea del Sud Germania Russia Stati Uniti | Sede: Hong Kong Brasile Cina Cuba Giappone |

### Secondo week-end
| Girone C                                    | Girone D                                             |
| ------------------------------------------- | ---------------------------------------------------- |
| Sede: Harbin Brasile Cina Germania Giappone | Sede: Fengshan Corea del Sud Cuba Russia Stati Uniti |

### Terzo week-end
| Girone E                                    | Girone F                                          |
| ------------------------------------------- | ------------------------------------------------- |
| Sede: Harbin Cina Cuba Germania Stati Uniti | Sede: Tokyo Brasile Corea del Sud Giappone Russia |

## Fase finale

### Gironi
| Girone A                      | Girone B                               |
| ----------------------------- | -------------------------------------- |
| Cina Germania Giappone Russia | Brasile Corea del Sud Cuba Stati Uniti |

### Finali 1º e 3º posto
|  | Semifinali  | Semifinali  | Semifinali |      |             | Finale 1º/2º posto | Finale 1º/2º posto | Finale 1º/2º posto |  |
|  |             |             |            |      |             |                    |                    |                    |  |
|  | Stati Uniti | Stati Uniti | 3          |      |             |                    |                    |                    |  |
|  | Stati Uniti | Stati Uniti | 3          |      |             |                    |                    |                    |  |
|  | Russia      | Russia      | 2          |      |             |                    |                    |                    |  |
|  | Russia      | Russia      | 2          |      | Stati Uniti | Stati Uniti        | 3                  |                    |  |
|  |             |             |            |      | Stati Uniti | Stati Uniti        | 3                  |                    |  |
|  |             |             | Cina       | Cina | 1           |                    |                    |                    |  |
|  | Cina        | Cina        | Cina       | Cina | 1           | 3                  |                    |                    |  |
|  | Cina        | Cina        |            |      |             | 3                  |                    |                    |  |
|  | Cuba        | Cuba        | 1          |      |             | Finale 3º/4º posto | Finale 3º/4º posto | Finale 3º/4º posto |  |
|  | Cuba        | Cuba        | 1          |      |             |                    |                    |                    |  |
|  |             |             |            |      |             |                    |                    |                    |  |
|  |             |             |            |      |             | Russia             | Russia             | 3                  |  |
|  |             |             |            |      |             | Russia             | Russia             | 3                  |  |
|  |             |             |            |      |             | Cuba               | Cuba               | 0                  |  |

## Classifica finale
| Classifica | Squadre       |
| ---------- | ------------- |
|            | Stati Uniti   |
|            | Cina          |
|            | Russia        |
| 4          | Cuba          |
| 5          | Brasile       |
| 6          | Giappone      |
| 7          | Corea del Sud |
| 8          | Germania      |